# Отар-Бешаран
Отар-Бешаран (укр. Отар-Бешаран, крымскотат. Otar Beş Aran) — исчезнувшее село в Белогорском районе Республики Крым, объединённое с селом Новожиловка, сейчас на юго-восточная часть села.

## История
Изначально это, видимо, была часть (маале, или кесек) большой деревни Бешаран на левом берегу реки Зуя, что видно из встречающейя гораздо позже приставки кесек в названии и по отсуотствию отдельно Отар-Бешарана в Камеральном Описании Крыма… 1784 года — есть просто Бешеран Ашага Ичкийского кадылыка Акмечетского каймаканства. После присоединения Крыма к России (1783), 8 февраля 1784 года именным указом Екатерины II сенату на территории бывшего Крымского ханства была образована Таврическая область, и деревня была приписана к Симферопольскому уезду. После Павловских реформ, с 1796 по 1802 год, входила в Акмечетский уезд Новороссийской губернии. По новому административному делению, после создания 8 (20) октября 1802 года Таврической губернии, Отар был включён в состав Кадыкойскои волости Симферопольского уезда.
По Ведомости о всех селениях в Симферопольском уезде состоящих с показанием в которой волости сколько числом дворов и душ… от 9 октября 1805 года в деревне Отар числилось 7 дворов и 32 жителя, исключительно крымских татар. На военно-топографической карте генерал-майора Мухина 1817 года обозначен один Бешеран с 16 дворами. После реформы волостного деления 1829 года деревню Отар, согласно «Ведомости о казённых волостях Таврической губернии 1829 года», переподчинили из Кадыкойской волости в Айтуганскую. Затем, видимо, вследствие эмиграции крымских татар в Турцию, деревня заметно опустела и на карте 1842 года Отар Беш Аран обозначен условным знаком «малая деревня», то есть, менее 5 дворов.
В 1860-х годах, после земской реформы Александра II, деревню приписали к Зуйской волости. В «Списке населённых мест Таврической губернии по сведениям 1864 года», составленном по результатам VIII ревизии 1864 года, числится владельческая татарская деревня Отар-Беш-Аран — с 5 дворами, 6 жителями и мечетью при речке Зуе (и Бешаранский трактир). Согласно «Памятной книжке Таврической губернии за 1867 год», деревня Отар Бешаран была покинута жителями в 1860—1864 годах, в результате, особенно массовой после Крымской войны 1853—1856 годов, эмиграции крымских татар в Турцию и оставалась в развалинах и, если на карте Шуберта 1865 года ещё обозначен Отар Беш Аран, то на карте с корректурой 1876 года на месте деревни обозначен господский двор. В Статистическом справочнике Таврической губернии. Ч.II-я. Статистический очерк, выпуск шестой Симферопольский уезд, 1915 год, в Табулдинской волости Симферопольского уезда записана деревня Бешаран-Отар в которой числилось 105 дворов с русским населением в количестве 549 человек приписных жителей и 42 — «посторонних», но был ли это один Отар-Бешаран, или селение учтено вместе с Бешараном, неизвестно. В дальнейшем в доступных исторических документах фигурирует только Бешаран-Отар.